# Lorenzo Ghiberti

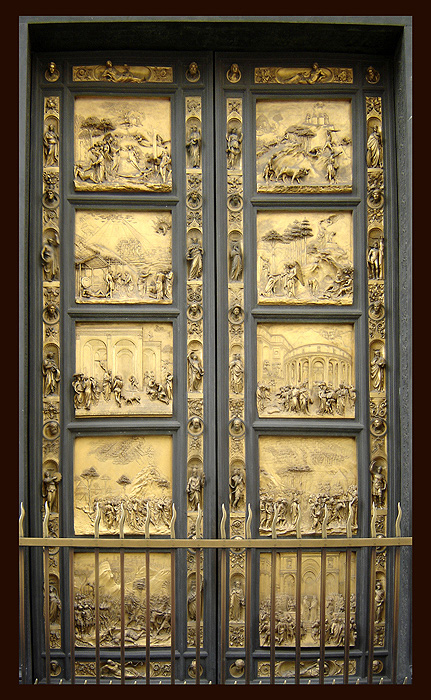
A Porta del Paradiso (1425-1452)

Lorenzo Ghiberti (Firenze, 1378 – 1455. december 1.) a korai reneszánsz egyik leghíresebb szobrásza és ötvösművésze. Munkásságának kiemelkedő alkotása a firenzei Battistero kapuja, a Porta del Paradiso.

## Életútja, munkássága
Már fiatalon mostohaapja, Bartoluccio di Michele műhelyében tanulta az ötvösmesterséget. Giorgio Vasari írja életrajzában, hogy gyorsan haladt tanulmányaiban, emellett a szobrászat és a rajzolás is érdekelte. 1400-ban a pestis elől Pesaróba menekül, s ott Carlo Malatesta szolgálatába áll, mint festő. 1401-ben azonban visszatér Firenzébe, ahol fontos pályázatot hirdettek meg: a kereskedőcéh monumentális bronzkaput akart készíttetni a keresztelőkápolna számára. Ettől a pályázattól számítják a reneszánsz kezdetét. Egy bronzkapu már emelte az épület szépségét, Andrea Pisano gótikus stílusú kapuja, mely korában egyedülálló jelentőségű volt, s ez volt a mintakép az új pályázók számára.
Ghiberti mostohaapja segítségével egy év alatt elkészítette pályaművét, az Ábrahám áldozatát, s olyan mesterek előtt nyerte meg a pályázatot, mint Filippo Brunelleschi, a későbbi híres építész. Ghiberti és műhelye 1403-tól 1424-ig dolgozott a bronzkapun, melyet később északi kapunak neveztek. Szigorú szerződésben rögzítették a munka minden mozzanatát, és ő hűségesen tartotta magát ehhez. A domborművek témája Krisztus élete volt, s jól megfigyelhető a mester stílusának változása. A kezdeti zárt csoportos kompozíciót felváltja a nemzetközi gótika hatása, majd megjelenik a szabad mozgású alakok harmonikus kompozíciója és az egyre több antik elem. A domborműveken a jelenetek két síkban játszódnak le: az előtérben álló alakok a szobrok plaszticitásával rendelkeznek, míg a háttérben a táj csak jelzés a perspektíva törvényeinek figyelembevétele nélkül.

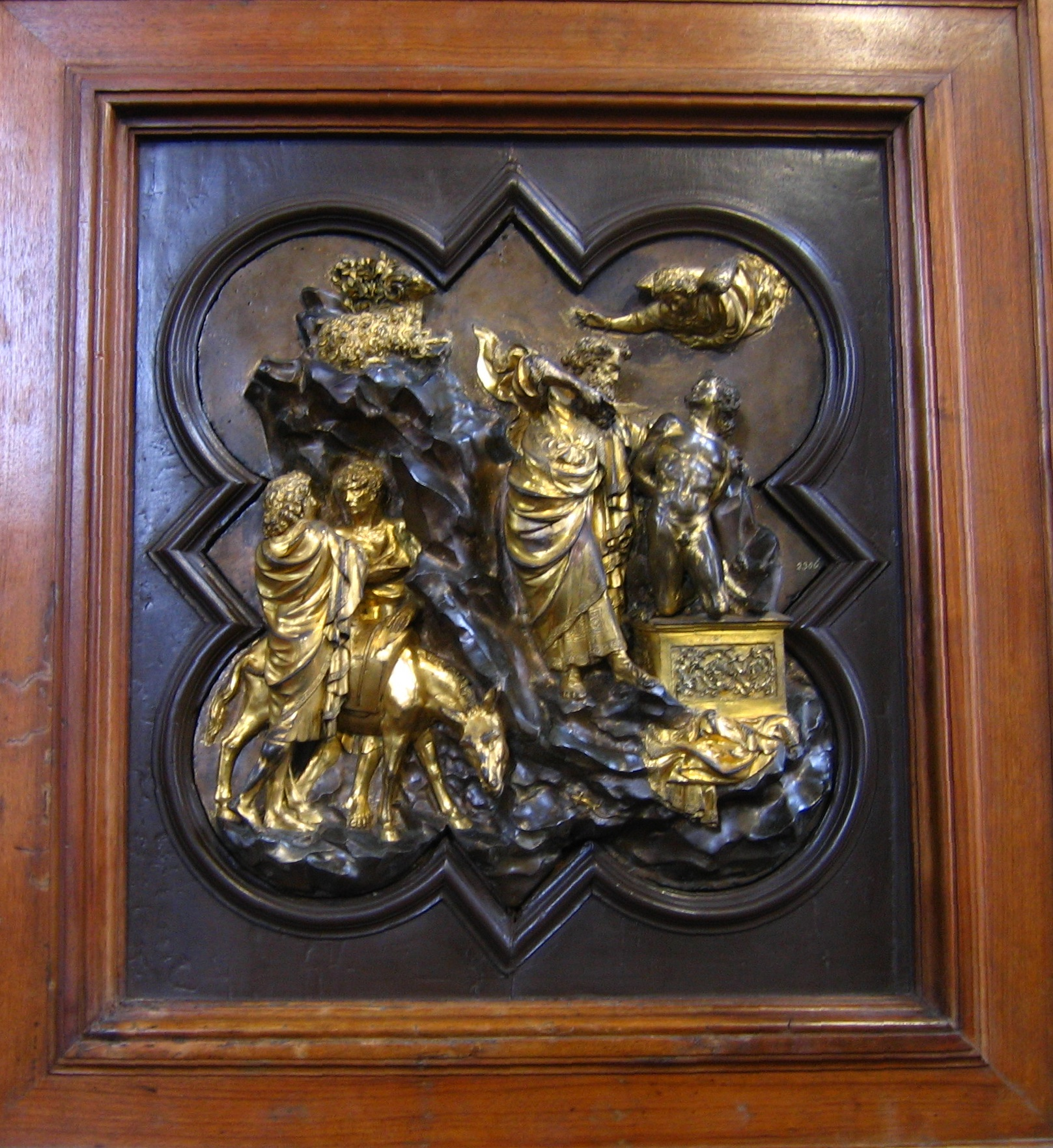
Ábrahám áldozata. Ghiberti pályaműve (1401-1402)

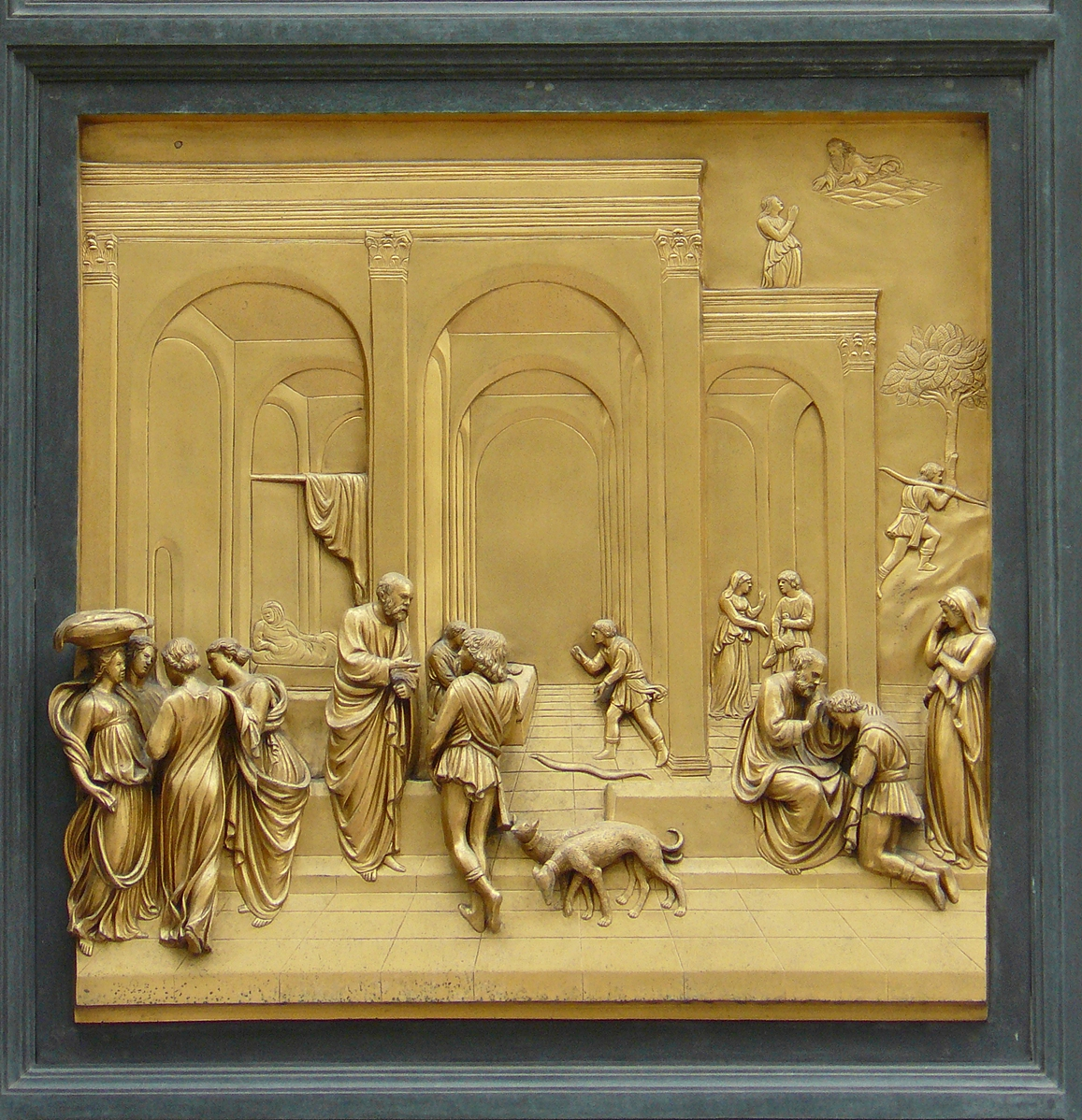
Jelenet a Porta del Paradisóról

Közben a kereskedőcéh további munkákkal látja el, köztük a technikai bravúrt igénylő Keresztelő Szent János szobor elkészítésével. Firenzében még sohasem készült életnagyságúnál nagyobb bronzszobor, így Ghiberti nagy kockázatot vállalt, de a kísérlet fényesen sikerült. Következő munkája a Szent Mátét ábrázoló szobor volt, amely az álló emberi alak ábrázolásának tökéletes reneszánsz megoldása. E két szobor és Szent István vértanú szobra az Orsanmichele számára készült. Művészetének fejlődésvonala nem egyenes, sokféle módon kísérletezik az új stílus, a reneszánsz határain belül.
Fő munkáját, a Battistero keleti kapuját 1425-től 1452-ig készítette, s ez lett minden idők egyik legjelentősebb művészeti alkotása. Michelangelo nevezte el Porta del Paradisonak, a Paradicsom kapujának. Amikor elkészült, csak úgy állíthatták méltó helyére, a székesegyházzal szembe, hogy Andrea Pisano kapuját áthelyezték. Eredetileg huszonnyolc jelenetet terveztek a kapura, de Ghiberti kérésére a szám tízre csökkent, s egy domborművön belül több jelenetet ábrázolt. A téma az Ószövetség volt. Ennél a nagy munkánál elsősorban fiai voltak segítségére.
A gótikus domborműveken szinte teljesen hiányzó térábrázolás helyett perspektivikus eszközökkel próbálja megoldani a tér ábrázolásának problémáját. A tájképi háttereknél a relief-technikát használja: a dombormű alsó széle erősen kiáll, s az előtérben álló alakok magas reliefben vannak ábrázolva, s minél távolabbi a részlet, annál laposabb a domborúság. A jelenetek eleinte egyenrangúak egy domborművön belül, később egy jelenet veszi át a vezető szerepet. Az antik művészet számos vonását lehet felfedezni a kapun, ismert hellenisztikus dombormű vagy antik szobrok lobogó ruhája ismerhető fel egy-egy részleten.
Közben más munkákat is készített, például a firenzei dóm számára egy ereklyetartót, amely Szent Zenóbiusz életének jeleneteit ábrázolja. De élete folyamán nem csak szobrászattal és ötvösművészettel foglalkozott. Készített vázlatokat, modelleket más mesterek számára is, valószínűleg az ő modellje nyomán készült a Szépművészeti Múzeum Ülő Madonnája. Foglalkozott festészettel és építészettel is, színes üvegablak-terveket készített a firenzei dóm számára. Tudunk ötvösremekeiről is, amelyek az idők folyamán elpusztultak. Életének utolsó éveiben írja meg I Commentarii című művét, amelyben művészeti törekvéseinek magyarázatát adja. Az első kötet főleg az antik művészetről szól, de a második kötet a művészetírás klasszikusai közé emeli: saját művészetének gyökereit kutatva biztos ízléssel és ítélettel ír koráról, életéről.